# Earl Falconer

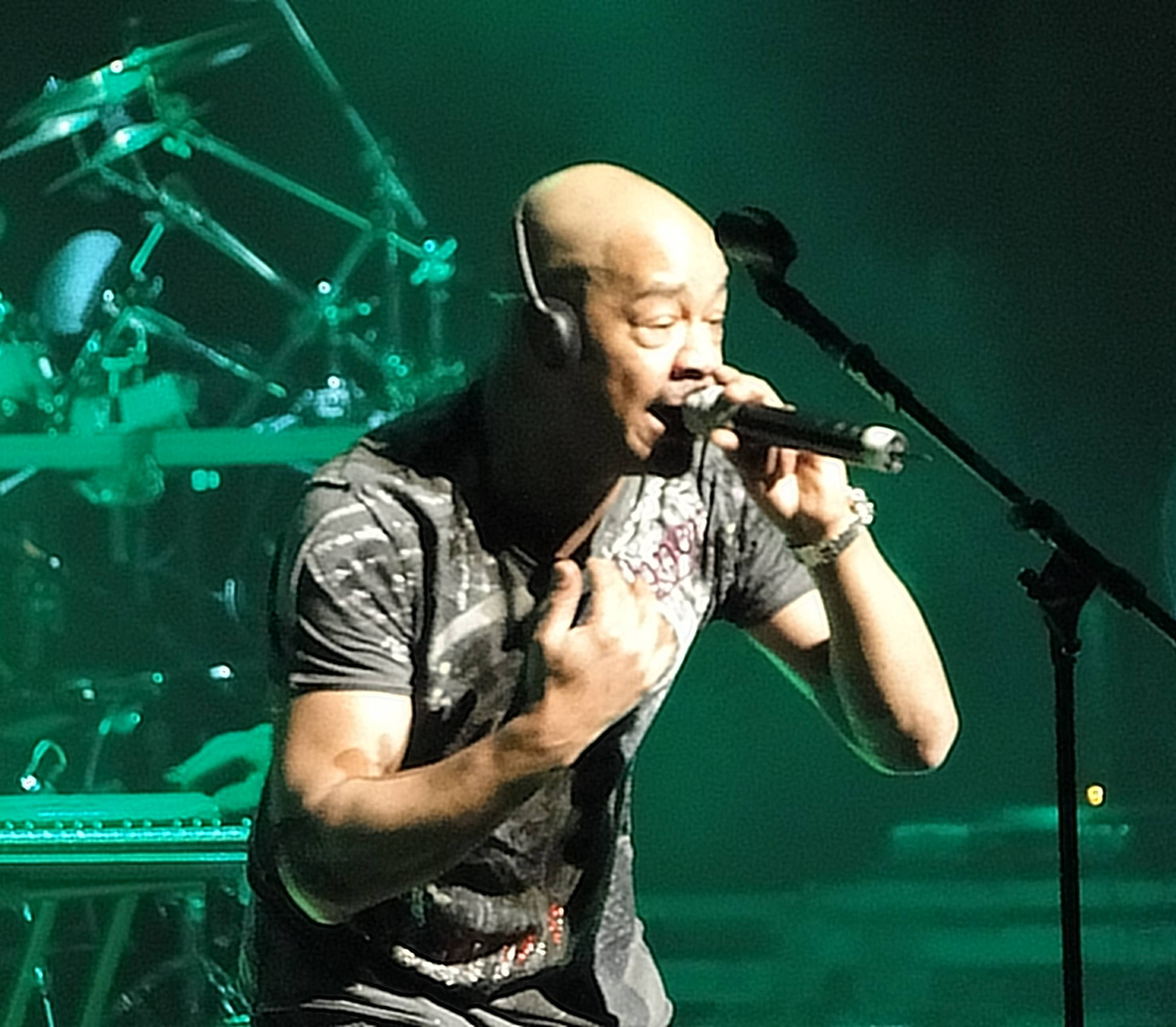
Earl Falconer tijdens een concert in de Birmingham Symphony Hall (2010)

Earl Acton Falconer (23 januari 1957, Meridan, Warwickshire) is een Brits-Jamaicaans muzikant; hij is de bassist van de reggaeband UB40.

## Biografie
Falconer is net als de overige UB40-leden opgegroeid in de Birminghamse wijk Mosely waar hij op dezelfde kunstacademie zat als saxofonist Brian Travers, drummer James Brown, en de oorspronkelijke frontman Ali Campbell. Falconer was werkzaam geweest als stukadoor toen de band per 1 januari 1978 officieel werd opgericht.
UB40 was het succesvolst in de jaren 80 en vroege jaren 90. Falconer profileerde zich ook buiten UB40; zo verleende hij zijn medewerking aan The Madness, het album dat vier leden van de ska-popgroep Madness in 1988 hadden uitgebracht. Datzelfde jaar werd Falconer veroordeeld tot een gevangenisstraf van zes maanden omdat hij onder invloed een auto-ongeluk had veroorzaakt waarbij zijn broer, producer Ray 'Pablo' Falconer, het leven verloor. De tournee ter promotie van het album UB40 vond plaats met de bassist van de afrofunkgroep Osibisa. 
Op het nummer Reggae Music van Promises and Lies uit 1993 is Falconer als zanger te horen; "I said we friendship come first, the band did come second". Het werd in 1994 als laatste single uitgebracht voordat de band een rustpauze inlastte. Falconer hield zich in deze periode bezig met het produceren van house- en drum-'n-bass-nummers. Dit leidde er uiteindelijk toe dat hij met Flux Pavilion, Doctor P en DJ Swan-E  het label Circus Records oprichtte als platform voor bass music. 
Op de podia is UB40 nog altijd succesvol, zij het als twee aparte bands; Falconer bleef bij de formatie met saxofonist Brian Travers (overleden in augustus 2021), gitarist/zanger Robin Campbell, percussionist Norman Hassan en de eerdergenoemde Brown als originele leden. 
- MusicBrainz: 9e919795-9ac3-48b2-9bb4-70be6ac372dc
- Nationale Bibliotheek van Tsjechië: xx0091217
- Virtual International Authority File: 85908121